# Camille de Belloy
Pour les articles homonymes, voir Belloy.
Camille de Belloy, né en 1972, est dominicain.

## Biographie
Ancien élève de l'École normale supérieure (L1993), agrégé de philosophie (1996), licencié en théologie et docteur en philosophie, Camille de Belloy est maître de conférences, enseignant-chercheur à la faculté de Philosophie de l'Université catholique de Lyon.

## Publications
Ouvrages
- La Visite de Dieu. Essai sur les missions des personnes divines selon saint Thomas d’Aquin, Préface de Gilles Émery, o.p., Genève, Ad Solem, 2006.
- Dieu comme soi-même. Connaissance de soi et connaissance de Dieu selon Thomas d’Aquin : l'herméneutique d'Ambroise Gardeil, Paris, J. Vrin  (« Bibliothèque thomiste », 63), 2014.
- Je crois et je parlerai, Paris, Éditions du Cerf, 2021.

Direction de volumes collectifs
- Avec Gilles Berceville, Frères prêcheurs, une vocation universitaire? 1907-2007. Centenaire de la Revue des Sciences philosophiques et théologiques, Paris, Revue des Sciences philosophiques et théologiques, J. Vrin, 2008.
- Avec Philippe Büttgen, Ruedi Imbach, Adriano Oliva, Philosophie et théologie en prédication: d'Origène à Thomas d'Aquin, Paris, Revue des Sciences philosophiques et théologiques, J. Vrin, 2013.
- Avec Philippe Büttgen, Ruedi Imbach, Adriano Oliva et Pasquale Porro, Philosophie et théologie en prédication: de Thomas d'Aquin à Jean Calvin, Paris, Revue des Sciences philosophiques et théologiques, J. Vrin, 2014.

Articles et contributions
- « Bergsonisme et christianisme : Les Deux Sources de la morale et de la religion au jugement des catholiques », Revue des Sciences philosophiques et théologiques 85 (2001), p. 641-667.
- « Une mise au point de Bergson sur Les Deux Sources de la morale et de la religion », dans Annales bergsoniennes I. Bergson dans le siècle, dir. Frédéric Worms, Paris, P.U.F., coll. « Épiméthée », 2002, p. 131-142.
- « La vérité de l’agir selon saint Thomas d’Aquin », Revue thomiste 104 (2004), p. 103-125.
- « Personne divine, personne humaine selon Thomas d’Aquin : l’irréductible analogie », Les Études philosophiques (avril 2007), p. 163-181; repris dans Saint Thomas d’Aquin, dir. Thierry-Dominique Humbrecht, Paris, Éditions du Cerf (« Les Cahiers d'Histoire de la Philosophie »), 2010, p. 137-164.
- « Sacerdoce et sacrifice chez Marie de la Trinité : un éclairage thomiste », La Vie spirituelle (novembre 2007), p. 533-554.
- « Habitation et missions des personnes divines selon Thomas d'Aquin. Principes de distinction, normes d'intégration », Revue des Sciences philosophiques et théologiques 92 (2008), p. 225-240.
- « Le philosophe et la théologie », dans Bergson et la religion. Nouvelles perspectives sur Les Deux Sources de la morale et de la religion , dir. Ghislain Waterlot, Paris, P.U.F., 2008, p. 303-319.
- « Ambroise Gardeil : un combat pour l'étude », dans Frères prêcheurs : une vocation universitaire ?, Revue des Sciences philosophiques et théologiques (J. Vrin) 92 (2008), p. 423-432.
- « Les études dominicaines et les besoins présents en France. Rapport sur les études du Père Ambroise Gardeil (1901) », éd. C. de Belloy, dans Frères prêcheurs : une vocation universitaire ?, Revue des Sciences philosophiques et théologiques (J. Vrin) 92 (2008), p. 433-459.
- Marie de la Trinité, Carnets I. Les grandes grâces (11 août 1929 - 2 février 1942), éd. Christiane Schmitt, Éric T. de Clermont-Tonnerre, avec la collaboration de Camille de Belloy, Paris, Éditions du Cerf, 2009.
- « Ambroise Gardeil : un ressourcement de la théologie spirituelle par la théologie trinitaire spéculative », dans Les Réalisations du renouveau de la théologie trinitaire au XXe siècle, dir. Emmanuel Durand et Vincent Holzer, Paris, Éditions du Cerf (« Cogitatio Fidei », 273), 2010, p. 17-29.
- « Fides fundamentum. Un cas d'hypotypose médiévale », Philosophie n° 127 (septembre 2015), p. 48-69.
- « Présence et intentionnalité dans l'expérience mystique: Ambroise Gardeil, Jacques Maritain, Dominique Dubarle », dans L'Université face à la mystique. Un siècle de controverses?, dir. Mariel Mazzocco, François Trémolières et Ghislain Waterlot, Rennes, Presses universitaires de Rennes (« Science des Religions »), 2018, p. 39-49.
- « A. D. Sertillanges, philosophe thomiste de la création », Revue des Sciences philosophiques et théologiques (J. Vrin) 102 (2018), p. 467-507.
- « Le témoignage de la vérité première. Jalons pour une histoire de l'objet de la foi, de Guillaume d'Auxerre à Thomas d'Aquin », dans Genèses antiques et médiévales de la foi, dir. Christophe Grellard, Philippe Hoffmann et Laurent Lavaud, Paris Institut d'études augustiniennes (« Collection des Études Augustiniennes. Série Antiquité, 206 »), 2020, p. 331-364.